# محمدصادق اردستانی
محمد صادق اردستانی معروف به حکیم پلویی، از شاگردان با واسطه ملاصدرا و از استادان مکتب فلسفی اصفهان است. از مهم‌ترین آثار وی می‌توان به حکمت صادقیه اشاره کرد که دربارهٔ نفس و قوای آن نگاشته شده‌است.

## حیات
محمد صادق اردستانی نبیرهٔ یکی از عارفان مشهور قرن نهم بنام جمال الدین اردستانی، در خانواده‌ای اهل کمال و فضل به دنیا آمده‌است. پدرش «حاج محمد» بوده‌ است و اجداد وی غالباً اهل علم و کمال بوده‌اند. تولد وی حدس زده می‌شود که در اردستان بوده‌ است ولی زمان مشخص آن معلوم نیست.

## تحصیلات و استادان
ملا محمد صادق برای فراگیری علوم الهی به شهرهای گوناگونی سفر کرده‌است و از محضر عالمان بزرگی بهره گرفته‌است. اما بیشتر تحصیلات وی در اصفهان رقم خورده است. از استادان وی می‌توان به افرادی همچون ملا رجبعلی تبریزی در اصفهان، ملا محسن فیض در کاشان، ملا عبدالرزاق لاهیجی در قم، و ملا حسین تنکابنی اشاره کرد.

## شاگردان
اردستانی، علی‌رغم مشکلات و مصائبی که در طول حیات خود با آن‌ها مواجه شد، شاگردان بسیاری تربیت کرد و پرورش داد. از جمله آن‌ها می‌توان به افراد زیر اشاره کرد:
- علی ابن رضا که مقدمه‌ای بر دروس استاد خود نوشته است.
- ملا حمزه گیلانی
- محمد صالح این محمد سعید خلخالی که دارای شرحی بر قصیده میر فندرسکی است.
- عبدالرحیم دماوندی
- محسن بن محمد گیلانی[۴]

## آراء وآثار
حکیم اردستانی هم مشایی مشرب و هم صدرایی مشرب است. وی دارای فلسفه‌ای انتقادی است و در کتاب حکمت صادقیه به نقد آرای دیگر حکیمان در باب نفس و قوای آن پرداخته است. وی بر خلاف ابن سینا به تجرد قوه خیال باور داشته‌است و براهینی نیز برای آن ارائه کرده‌است. وی نظریه جسمانیه الحدوث و روحانیه البقاء بودن نفس نزد ملاصدرا را نیز نقد کرده‌است.  از دیگر آثار وی می‌توان به موارد زیر اشاره کرد:
- رساله‌ای در باب وجود
- رساله‌ای در تفسیر آیه نور
- رساله‌ای در مبدأ و معاد[۶]

## مرگ
حکیم اردستانی سرانجام در سال ۱۱۳۵ همزمان با محاصره شهر اصفهان توسط افغان‌ها، درگذشت. مقبره وی اکنون در تخت فولاد اصفهان است.